# آلکسیس کروز
آلکسیس کروز (انگلیسی: Alexis Cruz؛ زادهٔ ۲۹ سپتامبر ۱۹۷۴) یک هنرپیشه اهل ایالات متحده آمریکا است.

## گزیده فیلمشناسی
از فیلم‌ها یا برنامه‌های تلویزیونی که وی در آن نقش داشته‌است می‌توان به آثار زیر اشاره کرد.
- هنرمند مخ‌زنی (فیلم) (۱۹۸۷)
- پشت‌بام‌ها (۱۹۸۹)
- استارگیت (فیلم) (۱۹۹۴)
- شجاع (فیلم ۱۹۹۷) (۱۹۹۷)
- چرا احمق‌ها عاشق می‌شوند (۱۹۹۸)
- حشره (فیلم ۲۰۰۲) (۲۰۰۲)
- مرا به دوزخ بکشان (۲۰۰۹)
- سسمی استریت (۱۹۹۱)
- آخرین بار (۲۰۰۶)
- دروازه ستارگان اس‌جی-۱ (۱۹۹۷–۲۰۰۳)
- سی‌اس‌آی (۲۰۰۴)
- کسل (مجموعه تلویزیونی) (۲۰۱۳)